# ژوان ۵۳۱

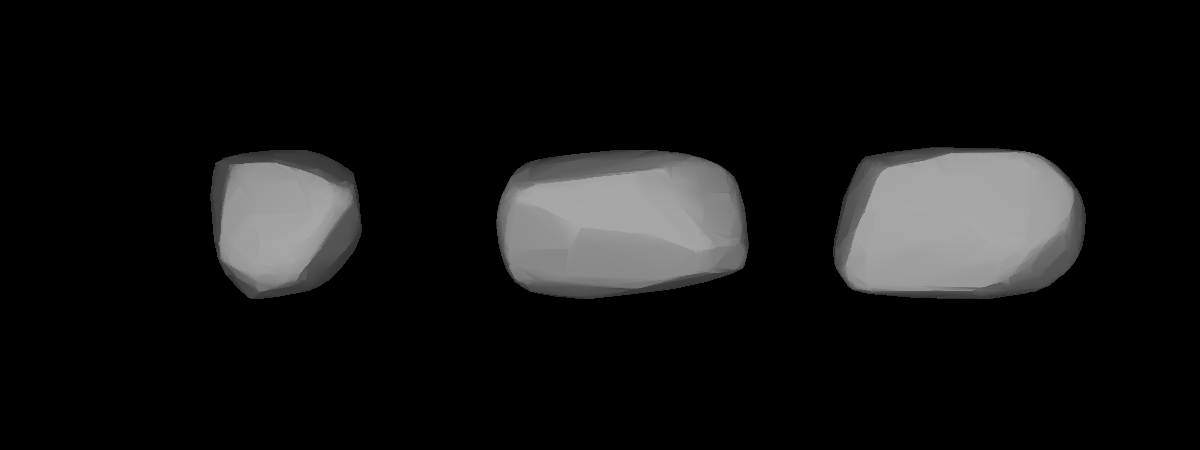
مدل سه‌بُعدی سیارک ژوان ۵۳۱ بر اساس منحنی نور آن

سیارک ۵۳۱ (به انگلیسی: 531 Zerlina، نامگذاری:1904NW) پانصد و سی و یکمین سیارک کشف شده‌است که در ۱۲ آوریل ۱۹۰۴ و در هایدلبرگ کشف شد.
قدر مطلق سیارک برابر ۱۱٫۸۰ است.